# Rudnei da Rosa
Rudnei da Rosa (født 7. oktober 1984) er en brasiliansk fodboldspiller.